# 科拉多·加尔齐奥

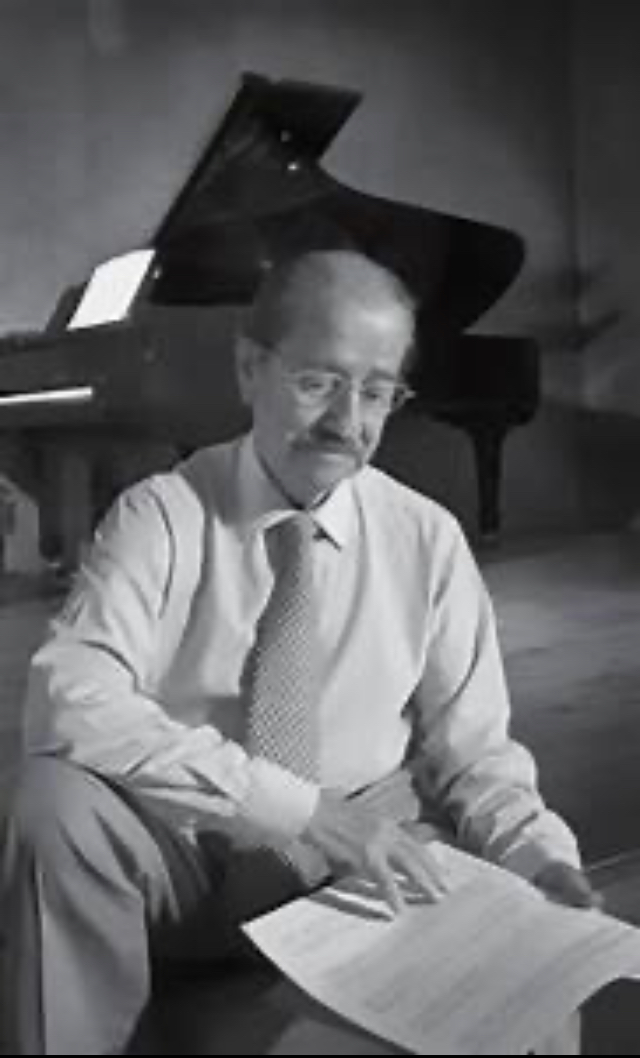
科拉多·加尔齐奥

科拉多·加尔齐奥（義大利語：Corrado Galzio，1919年11月3日—2020年4月19日）出生于意大利锡拉库萨省诺托市，是著名的音乐家和钢琴演奏家，创立了诺托国际音乐节，并在加拉加斯创建了意大利音乐学院。普及音乐文化，为意大利和委内瑞拉之间的交流做出贡献。在委內瑞拉身兼数职，担任艺术家，老师，并导演广播电视节目。是公认的拉丁美洲国家室内音乐文化之父。